# Walckenaeria denisi
Walckenaeria denisi este o specie de păianjeni din genul Walckenaeria, familia Linyphiidae, descrisă de Thaler, 1984.
Este endemică în Insulele Canare. Conform Catalogue of Life specia Walckenaeria denisi nu are subspecii cunoscute.